# Jagodziny
Jagodziny [jaɡɔˈd͡ʑinɨ] (tiếng Đức: Ketzwalde) là một ngôi làng thuộc khu hành chính của Gmina Dąbrówno, thuộc huyện Ostródzki, Warmińsko-Mazurskie, ở miền bắc Ba Lan. Nó cách Dąbrówno khoảng 10 kilômét (6 mi)  về phía tây bắc, cách Ostróda 25 km (16 mi) về phía nam và cách thủ phủ khu vực Olsztyn 51 km (32 mi) về phía tây nam.
Ngôi làng có dân số 150.